# Rosa subg. Hesperhodos
Sous-genre
Hesperhodos est un sous-genre de plantes à fleurs du genre Rosa (rosiers et églantiers), de la famille des Rosaceae.

## Caractéristiques générales
Les espèces de ce genre se distinguent par des fruits non charnus.

## Origine et distribution

Distribution du sous-genre Hesperodos.

Les rosiers du sous-genre Hesperhodos sont originaires de deux aires très localisées du sud-ouest de l'Amérique du Nord
- dans le sud-ouest des États-Unis (Texas et le Nouveau-Mexique) pour Rosa stellata,
- dans le nord du Mexique (Basse-Californie) pour Rosa minutifolia[2].

## Principales espèces
- Rosa minutifolia Engelm., le rosier à petite feuilles (espèce rare en danger d'extinction),
- Rosa stellata Wooton, le rosier de Sacramento,
  - Rosa stellata var. mirifica (Greene) W. H. Lewis.